# Serie A1 2009-2010 (hockey su prato maschile)

## Classifica
|  | Pos. | Squadra        | Pt | G  | V  | N | P  | GF | GS | DR  |
|  | ---- | -------------- | -- | -- | -- | - | -- | -- | -- | --- |
|  | 1.   | Roma           | 39 | 18 | 12 | 3 | 3  | 54 | 24 | +30 |
|  | 2.   | Bra            | 36 | 18 | 11 | 3 | 4  | 62 | 25 | +37 |
|  | 3.   | Suelli         | 32 | 18 | 9  | 5 | 4  | 41 | 27 | +14 |
|  | 4.   | Butterfly Roma | 32 | 18 | 9  | 5 | 4  | 44 | 40 | +4  |
|  | 5.   | HT Bologna     | 31 | 18 | 9  | 4 | 5  | 33 | 21 | +12 |
|  | 6.   | Bonomi         | 19 | 18 | 6  | 1 | 11 | 34 | 39 | -5  |
|  | 7.   | CUS Catania    | 19 | 18 | 6  | 1 | 11 | 28 | 55 | -27 |
|  | 8.   | Cernusco       | 18 | 18 | 5  | 3 | 10 | 40 | 52 | -12 |
|  | 9.   | Amsicora       | 17 | 18 | 5  | 2 | 11 | 34 | 45 | -11 |
|  | 10.  | Villafranca    | 13 | 18 | 4  | 1 | 13 | 26 | 68 | -42 |

Legenda:

      Qualificate ai play-off scudetto
      Retrocesse in Serie A2 2010-2011

### Semifinali
| Squadra 1 | Squadra 2      | Risultato           |
| --------- | -------------- | ------------------- |
| Roma      | Butterfly Roma | Roma, 5 giugno 2010 |
| Roma      | Butterfly Roma | 4-3                 |
| Bra       | Suelli         | Roma, 5 giugno 2010 |
| Bra       | Suelli         | 3-0                 |

### Finale 3º/4º posto
| Squadra 1 | Squadra 2      | Risultato           |
| --------- | -------------- | ------------------- |
| Suelli    | Butterfly Roma | Roma, 6 giugno 2010 |
| Suelli    | Butterfly Roma | 4 - 3               |

### Finale 1º/2º posto
| Squadra 1 | Squadra 2 | Risultato           |
| --------- | --------- | ------------------- |
| Roma      | Bra       | Roma, 6 giugno 2010 |
| Roma      | Bra       | 2- 1                |

## Verdetti
- HC Roma: campione d'Italia.